# Ampedus sellatus
Ampedus sellatus là một loài bọ cánh cứng trong họ Elateridae. Loài này được Leng miêu tả khoa học năm 1918.